# Церковь Святой Агаты Готской
Церковь Святой Агаты Готской или Сант-Агата-деи-Готи (итал. Sant’Agata dei Goti, лат. Sanctae Agathae in Urbe) — церковь в честь мученицы св. Агаты на холме Виминал в Риме.
Церковь под названием Sant’Agata in Capite Subura была построена в IV веке. В V веке служила готам, приверженцам арианства. Папа Григорий I освятил церковь заново по католическому обряду в 592 году. В XVII веке перестроена в стиле барокко. На сегодняшний день сохранились античные гранитные колонны во внутреннем дворике, мозаичный пол (в стиле косматеско, XII—XIII вв.) и мраморный алтарь. Фасад работы Франческо Феррари (1729 год), романская кампанила XII века.

## Титулярная диакония
Церковь Святой Агаты Готской является титулярной диаконией; кардиналом-дьяконом с титулом Сант-Агата-деи-Готи с 20 ноября 2010 года является американский кардинал Рэймонд Лео Берк.